# 金格冰川
83°29′S 170°18′E / 83.483°S 170.300°E
金格冰川是南極洲的冰川，位於沙克爾頓海岸，流經亞歷山德拉皇后山脈，最終注入羅斯冰架，該冰川現時由南極條約體系管理。